# Prado (Espagne)
Pour les articles homonymes, voir Prado.
Prado est une commune de la province de Zamora en Espagne.